# Valentina Tolkunova
Valentina Tolkunova  (em russo: Валенти́на Васи́льевна Толкуно́ва) (Armavir, 12 de julho de 1946 — Moscovo, 22 de março de 2010) foi uma cantora russa.
Em 17 de março de 2010, Valentina foi hospitalizada quando realizava um concerto em Mahilou, Bielorrússia. Faleceu cinco dias depois, aos 63 anos, em virtude de um câncer de mama.